# Трапенская волость
Трапенская волость (латыш. Trapenes pagasts) — одна из территориальных единиц Смилтенского края. Находится на Трапенской равнине Северо-Латвийской низменности в северо-восточной части Латвии на границе с Эстонией.
Граничит с Гауйиенской и Апской волостями своего края, Леясциемской волостью Гулбенского края, Алсвикской и Илзенской волостями Алуксненского края, а также с волостью Хааньямаа эстонского уезда Вырумаа.
Наиболее крупные населённые пункты Трапенской волости: Трапене (волостной центр), Адамс, Индрики, Крампьи, Лизеспастс, Рупниеки.
По территории волости протекают реки: Балтиньупите, Бебрупите, Близгна, Цесака, Дзерве, Кишупите, Мелнупите.
Крупные водоёмы: озера Гарайс, Луксту и Сетас.
Наивысшая точка: 115.6 м
Национальный состав: 89,1 % — латыши, 6,4 % — русские, 1,5 % — украинцы, 1,4 % — литовцы.
Волость пересекают автомобильные дороги Рига — Вецлайцены и Илзене — Лизеспастс.

## История
В XII веке земли нынешней Литенской волости входили в состав латгальской исторической области Талава. В дальнейшем они оказались во владении Рижского архиепископа (XIII век), отходили к Польше (XVI век), Швеции (XVII век) и Российской империи (XVIII век). На территории волости в XIX веке находилось Борманьское поместье.
В 1888 году в волости была открыта Трапенская аптека.
В 1935 году территория Трапенской волости Валкского уезда составляла 111,5 км², на ней проживало 1394 человека.
После Второй мировой войны были организованы 9 колхозов. Далее они были объединены в крупное хозяйство «Трапены», ликвидированное в начале 1990-х годов.
В 1945 году в волости были образованы Межский и Трапенский сельские советы. В 1949 году произошла отмена волостного деления и Трапенский сельсовет входил поочерёдно в состав Апского (1949—1956), Алуксненского (1956—1962, после 1967) и Валкского (1962—1967) районов.
В 1954 году к Трапенскому сельсовету была присоединена территория ликвидированного Межского сельсовета.
В 1990 году Трапенский сельсовет был реорганизован в волость. В 2009 году, по окончании латвийской административно-территориальной реформы, Трапенская волость вошла в состав Апского края.
В 2021 году в результате новой административно-территориальной реформы Апский край был упразднён, Трапенская волость была включена в Смилтенский край.
После 2010 года в волости находились 5 экономически активных предприятий, Трапенская начальная школа, Дом культуры, библиотека, Музей Трапенской волости, фельдшерский пункт, центр социальной помощи «Трапене», аптека, почтовое отделение.